# Флаг Отважненского сельского поселения
Флаг муниципального образования Отва́жненское сельское поселение Лабинского района Краснодарского края Российской Федерации — опознавательно-правовой знак, служащий официальным символом муниципального образования.
Ныне действующий флаг утверждён 2 апреля 2008 года и внесён в Государственный геральдический регистр Российской Федерации с присвоением регистрационного номера 4171.

## Описание
«Прямоугольное полотнище с отношением ширины к длине 2:3, состоящее из трёх горизонтальных полос, соотносящихся как 2:1:9: верхней синего цвета, средней белого цвета, нижней разделённой диагонально (из нижнего угла у древка к верхнему против древка): у древка — зелёного цвета, против древка — жёлтого цвета; в центре которого вздыбленный от древка конь белого цвета с копытами чёрного цвета и уздой жёлтого цвета и держащий левой рукой коня за узду воин в форме офицера Кавказского Линейного казачьего войска середины XIX века».

## Обоснование символики
Флагязыком символов и аллегорий отражает исторические, культурные и экономические особенности сельского поселения.
Осенью 1840 года на Лабинской линии для прикрытия от горцев было создано укрепление Шалоховское. Неподалёку от поста, со временем была образована станица, получившая наименование — Отважная.
Изображение серебряного коня символизирует лучших на Кавказе коней, отличавшихся неутомимостью и быстротой, которых разводил беглый кабардинский князь Арслан-Шалох. Табун лошадей этой породы был отбит генералом Зассом у князя. Позже эту породу разводили и в станице Отважной.
Изображение офицера Кавказского линейного казачьего войска в полном парадном снаряжении, удерживающего за уздечку вздыбленного серебряного коня, символически указывает на отвагу, мужество, героизм отважненцев и других линейцев на Шалоховском посту, а также аллегорически указывает на гибель многих сотенных и иных командиров при обороне поста и станицы, от набега горцев. Серебряный конь символизирует также быстроту, свободу.
Синяя полоса символизирует небо над горными вершинами (белая полоса) Кавказа, у подножия которого расположено поселение.
Синий цвет — цвет мундиров линейных казаков, к которым принадлежали отважненцы.